# Miconia lucida
Miconia lucida är en tvåhjärtbladig växtart som beskrevs av Charles Victor Naudin. Miconia lucida ingår i släktet Miconia och familjen Melastomataceae.
Artens utbredningsområde är Venezuela. Utöver nominatformen finns också underarten M. l. pariensis.